# Dendrobium tetrachromum
Dendrobium tetrachromum är en orkidéart som beskrevs av Heinrich Gustav Reichenbach. Dendrobium tetrachromum ingår i släktet Dendrobium, och familjen orkidéer. Inga underarter finns listade i Catalogue of Life.